# The Peel Sessions (álbum de Pulp)
The Peel Sessions es un álbum lanzado por la banda Pulp. Fue lanzado el 23 de octubre de 2006, es un álbum doble y contiene todas las grabaciones hechas en el programa de John Peel en BBC Radio 1.

## Lista de canciones

### Disco 1
1. "Turkey Mambo Momma" (Jarvis Cocker)
2. "Please Don't Worry" (Cocker)
3. "Wishful Thinking" (Cocker)
4. "Refuse To Be Blind" (Cocker)
5. "Pink Glove" (Nick Banks, Cocker, Candida Doyle, Steve Mackey, Russell Senior)
6. "You're A Nightmare" (Banks, Cocker, Doyle, Mackey, Senior)
7. "Acrylic Afternoons" (Banks, Cocker, Doyle, Mackey, Senior)
8. "Underwear" (Banks, Cocker, Doyle, Mackey, Senior)
9. "Common People" (Banks, Cocker, Doyle, Mackey, Senior)
10. "Pencil Skirt" (Banks, Cocker, Doyle, Mackey, Senior, Mark Webber)
11. "Sunrise" (Banks, Cocker, Doyle, Mackey, Peter Mansell, Webber)
12. "Weeds" (Banks, Cocker, Doyle, Mackey, Webber)
13. "I Love Life" (Banks, Cocker, Doyle, Mackey, Webber)
14. "Duck Diving" (Banks, Cocker, Doyle, Mackey, Webber, Philippa Pearce)

Canciones 1-4 grabadas el 7 de noviembre de 1981.

Canciones 5-7 grabadas el 7 de febrero de 1993.

Canciones 8-10 grabadas el 9 de septiembre de 1994.

Canciones 11-14 grabadas el 12 de agosto de 2001.

Todas las canciones grabadas en el estudio de John Peel.

### Disco 2
1. "Theme From Peter Gunn" (Henry Mancini)
2. "Sorted for E's & Wizz" (Banks, Cocker, Doyle, Mackey, Senior, Webber)
3. "Help the Aged" (Banks, Cocker, Doyle, Mackey, Webber)
4. "This is Hardcore" (Banks, Cocker, Doyle, Mackey, Webber, Peter Thomas)
5. "Sunrise" (Banks, Cocker, Doyle, Mackey, Mansell, Webber)
6. "Mile End" (Banks, Cocker, Doyle, Mackey, Senior, Webber)
7. "Do You Remember The First Time" (Banks, Cocker, Doyle, Mackey, Senior)
8. "Babies" (Banks, Cocker, Doyle, Mackey, Senior)
9. "Weeds" (Banks, Cocker, Doyle, Mackey, Webber)
10. "Weeds II (The Origin Of The Species)" (Banks, Cocker, Doyle, Mackey, Webber)
11. "The Fear" (Banks, Cocker, Doyle, Mackey, Webber)
12. "The Trees" (Banks, Cocker, Doyle, Mackey, Stanley Myers, Hal Shaper, Webber)
13. "I Love Life" (Banks, Cocker, Doyle, Mackey, Webber)
14. "Party Hard" (Banks, Cocker, Doyle, Mackey, Webber)
15. "Common People" (Banks, Cocker, Doyle, Mackey, Senior)

Canciones 1-5 grabadas en Kings College, 11 de octubre de 2001.

Canciones 6-8 grabadas en Bristol Anson, 21 de abril de 1995.

Canciones 9-15 grabadas en la Academia Birmingham, 31 de octubre de 2001.

## Músicos
- Jarvis Cocker - voz, guitarra, percusión (aparece en todas las grabaciones)
- Russell Senior - guitarra, violín (grabaciones de 1993-1995)
- Candida Doyle - teclado (grabaciones de 1993-2001)
- Mark Webber - guitarra (grabaciones de 1994-2001)
- Steve Mackey - bajo (grabaciones de 1993-2001)
- Nick Banks - batería (grabaciones de 1993-2001)
- Peter Dalton - sintetizador, órgano, guitarra, voz de fondo, xilófono, percusión (grabaciones de 1981)
- Jamie Pinchbeck - bajo, percusión (grabaciones de 1981)
- Wayne Furness - batería, percusión (grabaciones de 1981)

- Datos: Q9086993